# Estación de Miromesnil

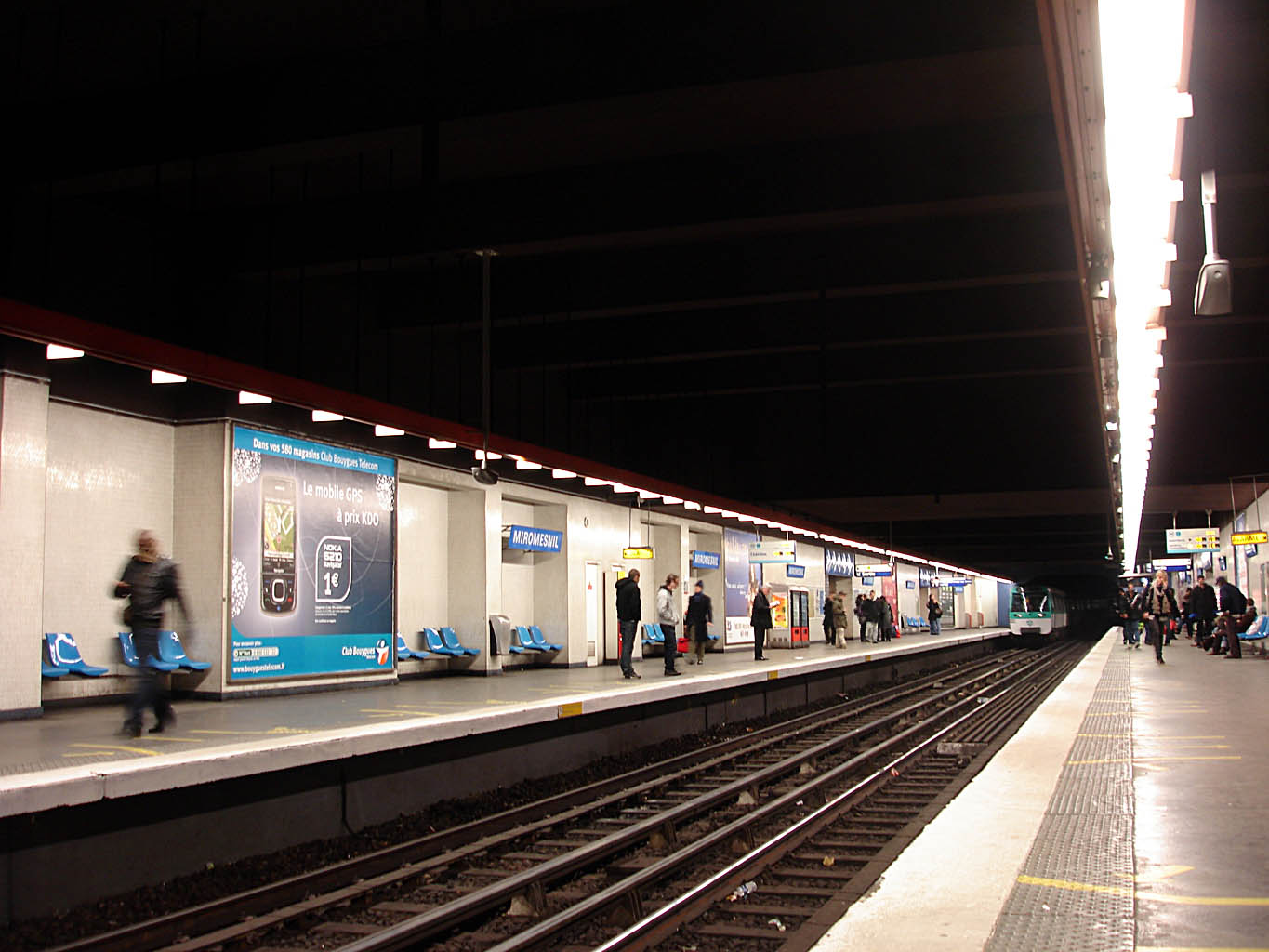
Andenes de la Línea 13

Miromesnil es una estación de las líneas 9 y 13 del metro de París, situada en el VIII distrito de la ciudad.

## Historia
La estación de la línea 9 se abrió el 27 de mayo de 1923 tras la primera prolongación de la línea 9. Por su parte la línea 13 llegaría mucho más tarde, el 26 de junio de 1973.
Debe su nombre a Armand Thomas Hue de Miromesnil político francés que fue ministro del rey Luis XVI

## Descripción

### Estación de la línea 9
Se compone de dos vías y de dos andenes laterales de 105 metros de longitud.
Ha sido diseñada en bóveda como la mayoría de las estaciones de la red. Está parcialmente revestida de un azulejo claro y plano más pequeño al habitualmente usado que se encuentra frecuentemente en las estaciones de las afueras de París y que fue utilizado por primera vez en Miromesnil, de ahí, que se conozca con ese nombre. 
La iluminación de la estación, así como su señalización son también atípicas aunque no se han extendido por la red. Por último, los asientos son azules, individualizados y siguen el estilo Motte.

### Estación de la línea 13
Se compone de dos andenes laterales y de dos vías. Los andenes miden 111 metros de longitud, una cifra nada habitual. 
Es muy similar a su homóloga de la línea 9 aunque en este caso sus paredes son verticales con tramos empotrados y su techo oscurecido es plano. 
La estación dispone de puertas de andén y de marcas amarillas en el suelo de cara a facilitar el flujo de viajeros.